# 제2회 전국동시지방선거 과천시의회
다음은 제2회 전국동시지방선거의 과천시의회의원 선거결과를 정리한 문서이다. 해당 선거에서 과천시의회는 지역구의원 7명을 선출했다.

## 지역구 선거 결과
|  | 55.95% |

|  | 44.04% |

|  | 60.96% |

|  | 39.03% |

|  | 43.74% |

|  | 31.50% |

|  | 16.14% |

|  | 8.61% |

|  | 62.94% |

|  | 37.05% |

|  | 54.83% |

|  | 45.16% |

|  | 59.70% |

|  | 40.29% |